# Mittelrheintal
Mittelrheintal este o arie protejată (arie de protecție specială avifaunistică — SPA) din Germania întinsă pe o suprafață de 15.153 ha, integral pe uscat.

## Localizare
Centrul sitului Mittelrheintal este situat la coordonatele 50°11′34″N 7°39′45″E / 50.1928°N 7.6625°E.

## Înființare
Situl Mittelrheintal a fost declarat arie de protecție specială avifaunistică în ianuarie 2004 pentru a proteja 13 specii de animale.

## Biodiversitate
Situată în ecoregiunea continentală, aria protejată nu include niciun habitat protejat.
La baza desemnării sitului se află mai multe specii protejate de  păsări (13): cocoșul de mesteacăn (Bonasa bonasia), buha (Bubo bubo), barză neagră (Ciconia nigra), ciocănitoarea de stejar (Dendrocopos medius), ciocănitoare neagră (Dryocopus martius), presură de munte (Emberiza cia), Falco peregrinus peregrinus, capîntortură (Jynx torquilla), sfrâncioc roșiatic (Lanius collurio), gaia neagră (Milvus migrans), gaia roșie (Milvus milvus), viespar (Pernis apivorus), ciocănitoare verzuie (Picus canus).